# Hemiclepsis hubeiensis
Hemiclepsis hubeiensis  (лат.) — вид плоских пиявок (Glossiphoniidae).

## Название
Видовой эпитет hubeiensis образован от названия провинции, на территории которой вид был обнаружен — Хубэй (пиньинь Húběi).

## Описание
Тело листообразное, уплощённое, с несколько выпуклой спинной стороной. Длина тела исследованного экземпляра 11 мм, максимальная ширина — 1,72 мм (тело тонкое и узкое в передней трети, кзади расширяется). Головной конец расширен и отделён от тела более узкой перетяжкой, несёт округлую присоску. Ротовое отверстие открывается немного кпереди от центра присоски. Тело гладкое, лишено сосочков.
Образцы, законсервированные в спирте, прозрачны, практически не пигментированы, имеют сероватый оттенок. Сведений об окраске живых особей не приводится.
Тело сегментированное, сегменты I и XXVII состоят из 1 кольца, сегменты II—IV и XXIV—XXVI состоят из 2 колец, сегменты V—XXIII — из 3 колец одинаковой ширины. Суммарно количество колец равно 70.
На переднем конце тела имеется одна пара глаз, расположенная на границе 3 и 4 колец.
Желудок с 12 парами карманов, первая пара разделяется на небольшие лопасти. Задняя присоска диаметром 1,3 мм.
Гермафродиты. Имеются семенной и яйцевой мешки. Мужское и женское половые отверстия (гонопоры) разделены 2,5 кольцами: мужская гонопора открывается на 28-м кольце (XI сегмент), а женская — между 30-м и 31-м кольцами (XII сегмент).
Голотип вида хранится в Институте гидробиологии (Китайская академиия наук).

## Распространение
Известна по единичной находке 3 экземпляров, датируемой октябрём 1963 года. Обнаружена в озере Хуанша (городской округ Хуанган, провинция Хубэй, Китай) на жабрах карпов кои (Cyprinus carpio haematopterus) и другого вида карповых рыб, Paracanthobrama guichenoti.